# Luz Clarita
Luz Clarita foi uma telenovela mexicana produzida pela Televisa, e exibida no Canal de las Estrellas entre 30 de setembro de 1996 a 21 de fevereiro de 1997, em 70 capítulos, substituindo Confidente de secundaria e sendo substituída por Los hijos de nadie. 
Inicialmente era exibida às 16:30 às 17:00, porém a partir de 6 de janeiro de 1997 passou a ser exibida das 17:00 às 18:00. 
É um remake das telenovelas Andrea Celeste e Chispita, produzidas em 1979 e 1982, respectivamente.
A trama apresenta Daniela Luján e Ximena Sariñana como protagonistas infantis e Verónica Merchant e César Évora, como protagonistas adultos, com atuações juvenis de Aitor Iturrioz e Paty Díaz e antagonizada por Frances Ondiviela e Sussan Taunton.

## Sinopse
Luz Clarita é uma garotinha que após perder a avó, Cata, fica aos cuidados das freiras do orfanato onde morava. Mariano De La Fuente (César Évora), busca no orfanato uma garotinha para fazer companhia a sua filha que vive triste desde a morte de sua mãe. Luz Clarita é adotada por Mariano, mas Mariela, sua filha, não gosta dela.
Luz Clarita tem um grande objetivo: fazer os outros felizes e encontrar sua mãe. A garota sofre com sua percepetora Brigida que é muito severa com ela. Sempre que Luz Clarita estava triste, a fada Dana (que só Luz Clarita podia ver) aparecia para consolá-la.
A grande amiga de Luz Clarita é Soledad (Verónica Merchant), cozinheira que trabalha no orfanato onde morava. Mariano conhece Soledad e os dois se apaixonam.

## Elenco
- Daniela Luján - Luz Clarita
- Ximena Sariñana - Mariela De La Fuente
- César Évora - Mariano De La Fuente
- Frances Ondiviela - Bárbara Vda. de Lomelí
- Verónica Merchant - Soledad/Rosario
- Aitor Iturrioz - José Mariano De La Fuente
- Sussan Taunton - Érika Lomelí
- Alejandro Tommasi - Padre Salvador Uribe
- Paty Díaz - Natalia
- Miguel Pizarro - Roque
- Lili Garza - Brígida
- Tomás Goros - Anselmo
- Elsa Cárdenas - Hada Reina
- Raúl Askenazi - Rômulo Dominguez
- Adriana Acosta - Panchita
- Gerardo Murguía - Servando
- Evangelina Martínez - Prudencia
- Lucero Lander - Sor Caridad
- Julio Mannino - Bruno
- Margarita Isabel - Verónica
- Eleazar Gómez - El Chanclas
- Esteban Franco - Arnulfo
- José María Torre - Israel
- Rocío Sobrado - Belinda
- Eva Calvo - Cata
- Graciela Bernardos - Sra. Directora
- Sagrario Baena - Hortensia
- Raúl Azkenazi - Rústico Domínguez
- Liza Echeverría - Dana
- Maleni Morales - Pilar
- Roxana Saucedo - Graciela Stockton
- Miguel Arteaga
- José Antonio Marros
- Ninel Conde - Viviana

## Exibição

### México
Foi reprisada pelo canal TLNovelas entre 12 de janeiro a 17 de abril de 1998.

### Brasil
Foi exibida no Brasil pelo SBT entre 4 de janeiro e 5 de abril de 1999 em 79 capítulos, a exibição ocorreu entre a primeira e segunda fase da terceira temporada de Chiquititas. 
Foi exibida pelo canal pago TLN Network entre 14 de fevereiro a 27 de maio de 2011 substituindo Amy a menina da mochila azul e sendo substituída por Carinha de anjo.

## Audiência
Luz Clarita foi a primeira novela mexicana infantil exibida pelo SBT depois de três anos. No Brasil, a trama infantil atingiu médias superiores a 11 pontos de audiência, segundo o Ibope. Cada ponto equivale a cerca de 80 mil telespectadores na Grande São Paulo à época.

## Exibição Internacional
Luz Clarita foi comercializada para os canais hispânicos dos EUA, Honduras, Costa Rica, El Salvador, Nicarágua, República Dominicana, Guatemala, Porto Rico, Equador, Peru, Venezuela, Colômbia, Brasil, Uruguai, Paraguai, Argentina e Chile.